# San José del Potrero
San José del Potrero é uma cidade hondurenha do departamento de Comayagua.